# ムハンマド・バーキル・ハキーム
アーヤトゥッラー・アッ＝サイイド・ムハンマド・バーキル・アル＝ハキーム（اية الله السيد محمد باقر الحكيم  Ayatullah al-Sayyid Muhammad Baqir al-Hakim, 1939年 - 2003年8月29日）は、イラクのシーア派（12イマーム派）指導者で、反サッダーム・フセイン組織のひとつイラク・イスラム革命最高評議会（SCIRI）の指導者。
1939年、アーヤトゥッラー・サイイド・ムフシン・アル＝ハキームの子として、ナジャフに生まれた。父ムフシンは、1955年から1970年に死ぬまで、12イマーム・シーア派の最高位法学者「マルジャエ・タクリード」を務めたイスラム法学者であった。ハキーム家は預言者ムハンマドの子孫を称するサイイドの家系で、イラクのシーア派信徒の尊敬を集める法学者の家系である。ハキームは、イラクのシーア派聖地ナジャフで育ち、ここで法学を修めた。
彼は1950年代の終わりごろからイスラム主義政治運動に携わり、その指導者ムハンマド・バーキル・サドルに従った。1970年代に入ると彼らシーア派法学者の政治グループはバアス党政権によって弾圧を受けはじめ、1977年に逮捕されて終身刑の判決を受けた。1979年には釈放されたものの、サドルが翌1980年に処刑さたのを受け、前年シーア派法学者が実権を握っていたイランに亡命した。
ハキームは、イランでイラク・イスラム革命最高評議会をつくり、国外におけるシーア派反政府運動指導者となった。同評議会派はその関係上イラン政府とのとの関係が深いとされるが、近年はアメリカと接近していたとも言われる。
2003年、イラク戦争により、サッダーム・フセイン政権がアメリカに打倒されたのを受け、5月イラクに帰国。ナジャフに入り、アメリカ主導の暫定統治政権に協力的な姿勢を見せた。
8月29日、モスクでの金曜礼拝の説教を終えたところで爆弾テロを受け、死亡した。
イラク・イスラム革命最高評議会の指導者としての役割は、弟のアブドゥルアズィーズ・ハキームが継承した。